# Inspeção veicular
A inspeção veicular é o termo genérico para a avaliação realizada em veículos terrestres, verificando suas condições de conservação, manutenção e outras. Existem alguns termos que se distinguem, tais como:
VISTORIA: onde um profissional com experiência e treinamento avalia ítens visualmente, sem a utilização de equipamentos de teste mais avançados. No caso, vistoria-se também os documentos, histórico do veículo nos cadastros públicos dos órgãos de trânsito, conferência de gravações de chassi, motor, carroceria e outros, além dos itens externos e visíveis.
INSPEÇÃO: onde um técnico habilitado (com registro profissional no CREA - Conselho Regional de Engenharia e Agronomia ou no CRT - Conselho Regional dos Técnicos Industriais, no caso do Brasil) avalia as condições do veículo, manuseando os equipamentos do veículo e utilizando máquinas específicas para teste, a fim de verificar seu funcionamento correto ou não. Depende, portanto, de avaliação eminentemente por julgamento profissional, com base nos resultados de testes e também da inspeção visual (ou sensorial, pois também são identificados ruídos e se utiliza também do sentido olfativo e do tato).
No Brasil, a inspeção em veículos teve início na cidade de São Paulo/SP em 1962. Feita inicialmente pelo DSV (ex-Detran) verificava visualmente a boa conservação do veículo, lanternas, faróis, freios e documentação. Na placa traseira do veículo havia uma tarjeta, e esta era trocada pelo inspetor após a aprovação do veículo.
Em 1966, foi sancionado o, agora antigo, Código Nacional de Trânsito (Lei 5.108/66) regulamentando a inspeção veícular (Cap VI, art. 37), anual e obrigatória para todos os veículos, feita pelo Detran/Ciretran de cada cidade, sendo a aprovação do veículo condição para efetuar o licenciamento anual.
Em 1978, o Decreto 82.925/78 especifica a inspeção dos equipamentos de segurança obrigatórios, segundo as legislações vigentes na época.
Em 1979, o DSV de São Paulo/SP dispensou da inspeção veículos fabricados a partir de 1970.
Em 1983, a inspeção foi regulamentada pelo Contran (Resolução 623/83), tornando-se facutativa a critério do Detran ou Ciretran, podendo ser realizada pelo próprio Detran ou por oficinas credenciadas (AI - Agentes de Inspeção).
Em 1997, o atual Código de Trânsito Brasileiro (Lei 9.503/97), determinou claramente duas modalidades de inspeção veicular, quais sejam: Inspeção Técnica Veicular (ITV), descrita no art. 104, e a Inspeção de Segurança Veicular (ISV), prevista no art. 106.
A ITV - Inspeção Técnica Veicular está em fase de discussão em projeto de lei (Projeto de Lei da Câmara dos Deputados 5979/2001) específico que tramita no Congresso Nacional e encontra bastante resistência para sua implantação.[carece de fontes?] Já a ISV - Inspeção de Segurança Veicular encontra-se em funcionamento desde o antigo Código Nacional de Trânsito (Lei 5.108/66, revogada) e é realizada por entidades públicas ou privadas acreditadas pela Coordenação Geral de Acreditação do INMETRO - Instituto Nacional de Metrologia, Qualidade e Tecnologia e licenciadas pelo SENATRAN - Departamentos Nacional de Trânsito, conforme disposto na Resolução 232 do Conselho Nacaonal de Trânsito - CONTRAN.
As normas ABNT NBR 14040 (veículos automotores, exceto motocicletas e assemelhados) e 14180 (motocicletas e assemelhados), ambas divididas em 12 partes, especificam os métodos de inspeção visual, inspeção mecanizada e automatizada.
Sobre a vistoria veicular, como anteriormente definida, no Brasil, desde 2007, com advento da Resolução 282 do  CONTRAN, e atualmente pela Resolução 466 do mesmo órgão (2013), passa-se por um processo que possibilita a sua permissão/autorização à iniciativa privada, sob o entendimento de que a vistoria veicular não é uma atividade fim do Estado, mas um meio de garantir a segurança no registro de veículos, processos de transferências e outros, para fins de licenciamento pelos órgãos de trânsito dos Estados e do Distrito Federal, essa mesma questão também é frequentemente debatida nos tribunais para a concessão à iniciativa privada dos serviços públicos de inspeção veicular, seja de segurança, técnica ou ambiental.
Há, ainda, a inspeção veicular ambiental, atualmente regulamentada pela Resolução 418/2009 do CONAMA, que foi republicada no Diário Oficial da União do dia 01/04/2010 e regulamentada pela Instrução Normativa 6, de 09/06/2010, do Ibama - Instituto Brasileiro de Meio Ambiente. Tal inspeção restringe-se à realização de testes no sistema de exaustão, verificando os níveis de gases, poluentes e ruídos.
Nos veículos Ciclo Otto - gasolina, etanol e GNV - é utilizado um equipamento denominado "Analisador de Gases", que verifica os índices de HC, CO, O2 e CO2 colhidos no escapamento do veículo.
Nos veículos Ciclo Diesel - Diesel - mede-se o grau de enegrecimento da fumaça (denominado "opacidade") através do equipamento denominado opacímetro. Verifica o grau de opacidade da fumaça por meio da frequência e comprimento de onda do raio infravermelho que atravessa a amostra de fumaça na câmara escura do equipamento.
A inspeção veicular no Brasil, é de competência legislativa da União, de forma que aguarda a definição de seu marco regulatório. Já a inspeção veicular ambiental, conforme delimitado pela regra geral em âmbito federal, coube aos Estados e Municípios, sendo que para os Municípios, essa competência ficou restrita aos municípios detentores de frota superior a 3.000.000 (três milhões) de veículos (Resolução CONAMA 418/2009).
Porém está longe de ser implantada em todo território nacional. Trata-se de uma medida impopular, gera taxas e tarifas, além do obrigatório gasto com a manutenção do veículo. Envolve a aquisição de equipamentos caros, aferição constante e contratação de mão-de-obra especializada, assunto que causa temor aos políticos.